# William Paul Young

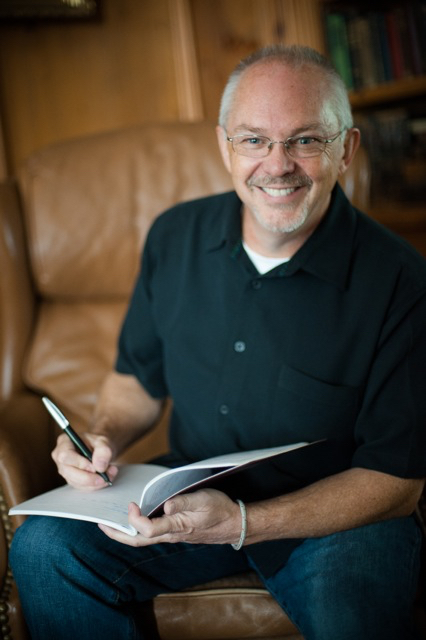
Imagen de William Paul Young

William Paul Young (Grande Prairie, Alberta, 11 de mayo de 1955) es un escritor canadiense, conocido por su novela La cabaña.

## Biografía
Young, el mayor de cuatro hermanos, nació en Grande Prairie, Alberta, Canadá, pero la mayor parte de su primera década vivió con sus padres, misioneros cristianos, en las tierras altas de Nueva Guinea Neerlandesa (Provincia de Papúa Occidental), entre los Dani, un pueblo tribal tecnológicamente en la Edad de Piedra. El joven Young sufrió abusos sexuales por parte de un feligrés de la misión y la familia regresó a Canadá, donde el padre de Paul fue pastor en varias iglesias de diversas denominaciones protestantes. Durante su estancia en un internado cristiano, fue de nuevo víctima de abusos. Escondió lo sucedido y obtuvo una licenciatura en estudios religiosos en el Warner Pacific College, de Portland.
Se considera discípulo del escritor y apologista cristiano C. S. Lewis, con quien comparte su interés en crear personajes que exploran las preguntas difíciles que a menudo impiden la fe en Dios.
En una entrevista con Susan Olasky, de World Magazine, Young, que ya no es un miembro de ninguna Iglesia, afirmó: «(La Iglesia institucional) no funciona para aquellos de nosotros que están heridos y los que están dañados.... Si Dios es un Dios de amor y no hay gracia en este mundo y no funciona para aquellos de nosotros que no consiguieron un buen lugar, entonces ¿por qué estamos haciendo esto?... legalismo dentro cristiano o círculos religiosos no funcionan muy bien para la gente que es buena en eso. Y no era muy bueno en eso».
El autor reside en Happy Valley (Oregón), Estados Unidos, junto a su esposa. Tiene seis hijos y seis nietos.[cita requerida]

## Escritor
El autor comenzó a escribir principalmente como una forma de crear los regalos únicos para sus amigos, hasta que su esposa le insistió en repetidas ocasiones a escribir algo para sus seis hijos con el fin de poner en un solo lugar sus perspectivas sobre Dios y su propio proceso de fe. El manuscrito resultante, que más tarde se convirtió en La cabaña, estaba destinado exclusivamente a sus seis hijos y a un puñado de amigos cercanos.
Young imprimió inicialmente solo 15 ejemplares de su libro. Dos de sus amigos cercanos le animaron a su publicación, pero fue rechazada por 26 editores. Young y sus amigos publicaron el libro bajo el nombre de su propia compañía editorial, de reciente creación, Windblown Medios en 2007. La compañía gastó solo 200 dólares en publicidad pero las referencias de los lectores llevaron al libro al número uno en la lista de best-sellers del New York Times en junio de 2008. La cabaña fue la obra con mayores ventas en los Estados Unidos el 30 de noviembre de 2008.
El siguiente libro de Young, Cross Roads fue publicado el 13 de noviembre de 2012 por FaithWords.